# Укозяш
Укозяш (баш.  Яңы Козяш. рус. Новокозяшево.) — деревня в Мишкинском районе Республики Башкортостан Российской Федерации. Входит в состав Новотроицкого сельсовета. 

## География

### Географическое положение
Расстояние до:
- районного центра (Мишкино): 21 км,
- центра сельсовета (Новотроицкое): 10 км,
- ближайшей ж/д станции (Загородная): 137 км.

## Население
| 2002 | 2009 | 2010 |
| ---- | ---- | ---- |
| 158  | ↗176 | ↘156 |

Национальный состав
Согласно переписи 2002 года, преобладающая национальность — марийцы (94 %).